# Lista țărilor în funcție de nivelul de taxe
Lista țărilor în funcție de nivelul de taxe este o listă a țărilor și teritoriilor lumii în funcție de impozitele și taxele impuse companiilor și persoanelor fizice. Lista include state suverane și teritorii dependente autonome, conform standardului ISO 3166-1 al Organizației Internaționale de Standardizare.
O comparație a cotelor de impozitare pe țări este dificilă și oarecum subiectivă, deoarece legile fiscale din majoritatea țărilor sunt extrem de complexe, iar sarcina fiscală diferă în funcție de țară și unitate subnațională. Lista se concentrează pe principalele tipuri de impozite: impozitul pe profit al companiilor, taxele pe vânzări, precum taxa pe valoarea adăugată, impozitul pe venit al persoanelor fizice și impozitul pe câștiguri de capital, dar nu listează impozitul pe avere sau taxele pe moștenire.
Alte impozite și taxe (de exemplu taxa pe proprietate, substanțială în multe țări, cum ar fi Statele Unite) nu sunt prezentate. Tabelul nu este exhaustiv, nu reprezintă o bază de calcul a sarcinii fiscale reale pentru o anumită companie sau o anumită persoană fizică dintr-o țară, întrucât cotele de impozitare afișate sunt marginale și nu țin cont de deduceri, scutiri sau reduceri. Cota efectivă este de obicei mai mică decât cota marginală. În cazul statelor federale (cum ar fi Statele Unite sau Canada), cotele de impozitare variază în funcție de stat sau provincie.
Sortarea este alfabetică după codul țării, conform ISO 3166-1 alpha-3. 
| Țară/Teritoriu                   | Impozit pe profit (excl. impozit pe dividende) | Impozit pe venit | Impozit pe venit | Taxă pe valoarea adăugată (TVA) sau impozit pe cifra de afaceri | Impozit pe câștiguri de capital                                            |
| Țară/Teritoriu                   | Impozit pe profit (excl. impozit pe dividende) | Cotă minimă | Cotă maximă | Taxă pe valoarea adăugată (TVA) sau impozit pe cifra de afaceri | Impozit pe câștiguri de capital                                            |
|                                  | | | | |                                                                            |
| -------------------------------- | --- | --- | --- | --- | -------------------------------------------------------------------------- |
| Aruba                            | 25% | 7% | 58,95% | 1,5% (impozit pe cifra de afaceri) |                                                                            |
| Afganistan                       | 20% | 0% | 20% | 0% Totuși, în zonele controlate de talibani, la unele alimente au fost adăugate ilegal mici taxe |                                                                            |
| Angola                           | 30% | 0% | 17% | 10% | 10%                                                                        |
| Anguilla                         | 0% | 0% | 0% | 0% |                                                                            |
| Albania                          | 15% | 0% | 23% | 20% (cotă standard) 6% (servicii turistice) | 15%                                                                        |
| Andorra                          | 10% | 0% | 10% | 4,5% (cotă standard) 9,5% (servicii bancare) 2,5%, 1% sau 0% (cotă redusă) |                                                                            |
| Emiratele Arabe Unite            | 9% (pentru companiile continentale cu un profit anual net de peste 375.000 AED) 0% (pentru companiile din zona liberă și companiile cu un profit anual mai mic de 375.000 AED) | 0% | 0% | 5% | 0%                                                                         |
| Argentina                        | 30% (pentru rezidenți) 15% (pentru nerezidenți) | 9% | 35% | 21% | 15%                                                                        |
| Armenia                          | 18% | 22% | 22% | 20% | 10-20%                                                                     |
| Samoa Americană                  | 34% | 4% | 6% | 0% |                                                                            |
| Antigua și Barbuda               | 25% | 0% | 0% | 15% |                                                                            |
| Australia                        | 30% (cotă standard) 25% (pentru companiile cu o cifră de afaceri anuală de sub 2 milioane USD) | 0% | 45% | 10% (cotă standard) 0% (bunuri esențiale) | 0-45%                                                                      |
| Austria                          | 25% | 0% | 55% | 20% (cotă standard) 13% (servicii turistice) 10% (bunuri esențiale) | 27,5%                                                                      |
| Azerbaidjan                      | 20% | 14% | 25% | 18% | 25%                                                                        |
| Azore                            | 16,8% (impozit general) 13,6% (pentru întreprinderile mici și mijlocii cu un profit impozabil mai mic de 15.000 EUR) | 0% (pentru venit lunar de până la 654 EUR) +taxe de asigurări sociale | 36,2% (pentru venit lunar de peste 25.200 EUR) +taxe de asigurări sociale | 16% (cotă standard) 9% (cotă intermediară) 4% (cotă redusă) |                                                                            |
| Burundi                          | 35% | 0% | 35% | 18% |                                                                            |
| Belgia                           | 25% | 55% (persoane necăsătorite/divorțate) 50% (persoane căsătorite) | 79,5% [20,5% (contribuție asigurări sociale) +50% (impozit federal) +3-9% (impozit municipal)] 30-89 EUR (impozit regional) | 21% (cotă standard) 12% (restaurante) 6% (bunuri esențiale și selectate) |                                                                            |
| Benin                            | 35% | 10% | 35% | 18% |                                                                            |
| Burkina Faso                     | 27,5% | 0% | 25% | 18% |                                                                            |
| Bangladesh                       | 32,5% | 0% | 25% | 15% |                                                                            |
| Bulgaria                         | 10% [+5% (impozit pe dividende)] | 10% | 10% [+18% (contribuție asigurări sociale)] | 20% 9% (servicii de cazare la hotel și camping) |                                                                            |
| Bahrain                          | 0% | 0% | 0% | 10% (cotă standard) 0% (bunuri esențiale) |                                                                            |
| Bahamas                          | 0% | 0% | 0% [+8,8% (contribuție asigurări sociale)] | 12% (cotă standard) |                                                                            |
| Bosnia și Herțegovina            | 10% | 10% | 10% | 17% |                                                                            |
| Saint Barthélemy                 | 0% | 0% | 0% | 0% |                                                                            |
| Belarus                          | 20% | 48% [12% (impozit pe venit) +1% (asigurare obligatorie) +35% (asigurări sociale)] | 48% [12% (impozit pe venit) +1% (asigurare obligatorie) +35% (asigurări sociale)] | 20% (cotă standard) 10% (cotă redusă) |                                                                            |
| Belize                           | 19% (cotă maximă) 0,75% (cotă minimă) | 0% | 25% | 12,5% | 0% (cu excepția unor cazuri specifice)                                     |
| Insulele Bermude                 | 0% | 0% | 0% | 0% |                                                                            |
| Bolivia                          | 29% | 0% | 25% | 13% |                                                                            |
| Brazilia                         | 40% (pentru instituții financiare, companii de asigurare si capitalizare) [15% +10% pentru profit peste 20.000 BR$ +15% (contribuție asigurări sociale)] 34% (cotă maximă) [15% +10% pentru profit peste 20.000 BR$ +9% (contribuție asigurări sociale)] 24% (cotă minimă) [15% +9% (contribuție asigurări sociale)] | 0% | 47,5% [27,5% (impozit pe venit anual peste 55.976,15 BR$) +20% (cotă maximă a contribuției de asigurări sociale pentru lucrătorii independenți)] | 0 - 300% (impozit federal) 17%, 18%, 19% (impozit național) | 22,5%                                                                      |
| Barbados                         | 5,5% (pentru profit sub 1 milion BBD$) 3,0% (pentru profit între 1 million și 20 milioane BBD$) 2,5% (pentru profit între 20 milioane și 30 milioane BBD$) 1.0% (pentru profit peste 30 milioane BBD$) | 25% | 38% | 17,5% (cotă standard) 7,5% (servicii hoteliere) |                                                                            |
| Brunei                           | 18,5% (cotă standard) 1% (societăți individuale și parteneriate) | 0% | 0% | N/A |                                                                            |
| Bhutan                           | 26% | 0% | 25% | N/A |                                                                            |
| Botswana                         | 22% | 0% | 25% | 14% | 25%                                                                        |
| Republica Centrafricană          | 30% | N/A | 50% | 19% |                                                                            |
| Canada                           | 26,5-31% (cotă maximă) 9-13% (cotă minimă) | 19% [15% (impozit federal) +4% (impozit provincial) în Nunavut] până la 27,53% [12,53% (impozit federal) +15% (impozit provincial) în Quebec] | 54% [33% (impozit federal) +21% (impozit provincial) în Nova Scotia] până la 44,5% [33% (impozit federal) +11,5% (impozit provincial) în Nunavut] | 5% [5% (impozit federal) în Alberta] până la 15% [5% (impozit federal) +10% (impozit provincial) în New Brunswick] | 27%                                                                        |
| Elveția                          | 17,92% | 0% | 59,7% [10,6% (contribuții obligatorii la asigurările sociale) +11,5% (impozit federal) +28,025% (impozit cantonal, Geneva) +9.69% (impozit comunal, Avully și Chancy, Geneva)] 3,04% [impozit bisericesc (romano-catolic și protestant) în Geneva] | 7,7% (cotă standard) 3,8% sau 2,5% (cotă redusă) |                                                                            |
| Chile                            | 27% | 0% (pentru venit impozabil lunar sub 950 USD) | 35% (pentru venit impozabil lunar de peste 8.400 USD) | 19% |                                                                            |
| China                            | 25% (cotă standard) 15% (rată de concesiune pentru companiile de înaltă tehnologie) | 0% | 45% | 13% (cotă standard) 9% (energie, cărți, transport etc.) 6% (alte servicii) 0% (bunuri și servicii pentru export) | 20%                                                                        |
| Coasta de Fildeș                 | 25% | N/A | N/A | N/A |                                                                            |
| Camerun                          | 31,5% | 10% | 35% | 19,25% |                                                                            |
| Republica Democrată Congo        | 35% | 0% | 40% | 20% (cotă maximă) 5% (cotă minimă) |                                                                            |
| Congo                            | 30% | N/A | N/A | 18,9% |                                                                            |
| Insulele Cook                    | 30% (cotă maximă) 20% (cotă minimă) | 18,5% | 30% | 15% |                                                                            |
| Columbia                         | 35% | 0% | 39% (venituri din muncă) 35% (venituri non-muncă) | 19% (cotă standard) 5% sau 0% (cotă redusă) | 20% (loterie, jocuri de noroc sau activități similare) 10% (cotă standard) |
| Comore                           | 35% | N/A | N/A | N/A |                                                                            |
| Capul Verde                      | 25% | 16,5% | 27,5% | 15% |                                                                            |
| Costa Rica                       | 30% | 0% | 25% | 13% (cotă standard) 4% (asistență medicală privată și bilete de avion) 2% (medicamente și învățământ privat) 1% (alimente de bază și agricultură)                                                                              |                                                                            |
| Cuba                             | 30% | 15% | 50% | 20% (cotă maximă) 2,5% (cotă minimă) |                                                                            |
| Curaçao                          | 22% | 9,75% | 46,5% | 6%, 7% sau 9% |                                                                            |
| Insulele Cayman                  | 0% | 0% | 0% | 0% |                                                                            |
| Cipru                            | 12,5% | 0% | 35% | 19% (cotă standard) 5% sau 0% (cotă redusă) | 20%                                                                        |
| Cehia                            | 19% | 20,1% [15% (taxă deductibilă) +contribuții de asigurări de sănătate și asigurări sociale pentru angajați] 22,5% (pentru activități independente) | 45,7% (cotă maximă pentru venit anual brut de 90.000 USD sau mai mult) 39% (pentru venit anual brut de 45.000 USD sau mai mult) | 21% (cotă standard) 15% sau 10% (cotă redusă) | 15%                                                                        |
| Germania                         | 29,65% | 14% 0% (pentru venit anual sub 9.169 EUR) | 47,475% [45% (impozit pe venit) +taxă de solidaritate] | 19% (cotă standard) 7% (cotă redusă) | 25%                                                                        |
| Djibouti                         | 25% | N/A | N/A | N/A |                                                                            |
| Dominica                         | 25% | 0% | 35% | 15% |                                                                            |
| Danemarca                        | 22-25% (în funcție de tipul afacerii) | 39,8596% [34,63% (contribuție la fondul de șomaj); primii 46.000 DKK / 7.245 USD / 6.172 EUR pe an sunt deductibili] | 8%+(100%-8%)*(12,09%+26,3%+15%)= 57,11% | 25% | 42%                                                                        |
| Republica Dominicană             | 27% | 0% | 25% | 18% |                                                                            |
| Algeria                          | 26% (cotă maximă) 19% (cotă minimă) | 0 | 35% | 19% (cotă standard) 9% (bunuri esențiale) | 20% (pentru non-rezidenți) 15% (pentru rezidenți)                          |
| Ecuador                          | 25% | 0% | 35% | 15% (bunuri de lux) 12% (cotă standard) 0% (export) | 35%                                                                        |
| Egipt                            | 22,5% (profituri corporative impozabile) [+5% (impozit pe dividende)] | 0% | 22,5% | 14% (cotă standard) 10% (servicii profesionale) 0% (export) |                                                                            |
| Eritrea                          | 34% | N/A | N/A | N/A |                                                                            |
| Spania                           | 25% (partea continentală) 4% (Insulele Canare) | 0% (primii 5.550 EUR pe an sunt scutiți de taxe) | 47% (impozit național) 45-54% (impozit regional) 30,4% (contribuția angajatorului la asigurările sociale) 6,45% (contribuția angajatului la asigurările sociale) | 21% (cotă standard) 10% sau 4% (cotă redusă) | 26%                                                                        |
| Estonia                          | 0% [+20% (impozit pe dividende) sau +14% (dacă profitul distribuit este mai mic decât media ultimilor trei ani)] | 55,4% [20% (impozit pe venit) +33% (contribuție asigurări sociale) +1,6% (contribuție la fondul de șomaj) +0,8% (contribuția angajatorului la fondul de șomaj) +0% (impozit pe dividende)]                                                                    | 58,4% [33% (contribuție asigurări sociale) +1,6% (contribuție la fondul de șomaj) +0,8% (contribuția angajatorului la fondul de șomaj) +2% (contribuție la fondul de pensii) +14% (impozit pe dividende) sau +7% (impozit pe dividende din intervalul de impozitare mai mic)] | 20% (cotă standard) 9% (cotă redusă) | 20%                                                                        |
| Etiopia                          | 30% | 0% | 35% | N/A |                                                                            |
| Finlanda                         | 20% | 0% [+8,40% (contribuție asigurări sociale) (+20% contribuție la fondul de șomaj]) | 66,75% [în Halsua pentru membrii Bisericii Ortodoxe din Finlanda 31,25% (impozit național) +23,5% (impozit municipal) +9,9% (contribuție asigurări sociale) +2.1% (impozit bisericesc)] | 24% (cotă standard) 14% (alimente si furaje) 10% (medicamente si transport in comun) | 34%                                                                        |
| Fiji                             | 20% | 0% | 20% | 9% |                                                                            |
| Insulele Falkland                | 26% | 0% | 26% | 0% | 15%                                                                        |
| Franța                           | 26,5% (impozit pe profit anual de peste 38.120 EUR) 15% (impozit pe profit anual de până la 38.120 EUR inclusiv) | 0% | 49 [(45% +4% (impozit pe venituri anuale de peste 500.000 EUR)] | 20% (cotă standard) 10% (restaurante, transport și servicii turistice) 5,5% (utilități) 2,1% (presă) | 30% (+4% pentru venituri mari)                                             |
| Statele Federate ale Microneziei | 21% | N/A | N/A | N/A |                                                                            |
| Gabon                            | 35% | 5% | 35% | 18% |                                                                            |
| Regatul Unit                     | 25% | 32% [20% (impozit pe venit) +12% Class I NI) (0% impozit pe venit pentru primele 12,570 GBP) | 45% (pentru venituri de peste 125.140 GBP) 40% (pentru venituri între 50.270 GBP și 125.140 GBP) 20% (pentru venituri între 12.570 GBP și 50.270 GBP) 0% (pentru venituri de până la 12.570 GBP) | 20% (cotă standard) 5% (energie pentru locuințe și renovări) 0% (alimente, apă, medicamente eliberate pe bază de rețetă, echipamente și consumabile medicale, transport public, îmbrăcăminte pentru copii, cărți și periodice) | 28% (câștiguri din proprietatea rezidențială) 20% (alte active impozabile) |
| Georgia                          | 0% [+15% (impozit pe dividende)] | 20% [+5% (impozit pe dividende, dobânzi și redevențe)] | 20% [+5% (impozit pe dividende, dobânzi și redevențe)] | 18% |                                                                            |
| Guernsey                         | 0% | 0% (impozit pentru venit lunar sub 658,67 GBP) | 20% [+6,6-11,3% (contribuție asigurări sociale)] | 0% |                                                                            |
| Ghana                            | 25% | 25% | N/A | 3% |                                                                            |
| Gibraltar                        | 10% | 17% | 40% | 0% |                                                                            |
| Guineea                          | 25% | N/A | N/A | N/A |                                                                            |
| Gambia                           | 31% | 0% | 30% | N/A |                                                                            |
| Guinea-Bissau                    | 35% | N/A | N/A | N/A |                                                                            |
| Guineea Ecuatorială              | 35% | 0% | 35% | 15% |                                                                            |
| Grecia                           | 22% | 9% (impozit pentru venit anual de peste 8.633,33 EUR) | 44% | 24% (cotă standard) 13% (alimente, sănătate și servicii turistice) 6% (bilete de teatru, cărți și medicamente) 17%, 9%, 4% (cotă redusă pentru insulele Leros, Lesbos, Kos, Samos, Chios)                                      | 15%                                                                        |
| Grenada                          | 28% | N/A | N/A | N/A |                                                                            |
| Guatemala                        | 25% | 5% | 7% | 12% |                                                                            |
| Guyana                           | 30% | 28% (impozit pe venit anual de până la 1.560.000 GYD) | 40% (impozit pe venit anual de peste 1.560.000 GYD | 14% (cotă standard) 0% (cotă redusă) |                                                                            |
| Hong Kong                        | 16,5% (impozit pe profit de peste 2 milioane HK$) 8,25% (impozit pe profit sub 2 milioane HK$) | 0% | 15% | 0% |                                                                            |
| Honduras                         | 25% | N/A | N/A | N/A |                                                                            |
| Croația                          | 18% (impozit pe profit de peste 3 milioane kn) 12% (impozit pe profit sub 3 milioane kn) | 12% | 40% | 25% (cotă standard) 13% (produse alimentare esențiale) | 10%                                                                        |
| Haiti                            | 30% | 0% | 30% | 10% |                                                                            |
| Ungaria                          | 9% | 15% [+18% (contribuție asigurări sociale)] | 15% [+18% (contribuție asigurări sociale)] | 27% (cotă standard) 18% (cotă redusă) 5% (lapte, ouă, carne de porc, carne de pui, internet, restaurante, medicamente și cărți)                                                                                                | 15%                                                                        |
| Indonezia                        | 22% | 5% | 35% | 11% |                                                                            |
| Insula Man                       | 0% | 10% | 20% | 20% (cotă standard) 5% (renovarea locuinței) |                                                                            |
| India                            | 22% (cotă maximă) 15% (cotă minimă) [exclude suprataxa și taxele suplimentare] | Schema I (cu deduceri) 0% (0 - 250.000 ₹) 5% (250.001 - 500.000 ₹) 20% (500.001 - 1.000.000 ₹) Schema II (fără deduceri) 0% (0 - 500.000 ₹) 10% (500.001 - 750.000 ₹) 15% (750.001 - 1.000.000 ₹) 20% (1.000.001 - 1.250.000 ₹) 25% (1.250.001 - 1.500.000 ₹) | Schema I (cu deduceri) 30% (peste 1.000.001 ₹) Schema II (fără deduceri) 30% (peste 1.500.001 ₹) [+4% (taxă suplimentară) 25% (suprataxă) cota efectivă de impozitare poate ajunge la 39%] | 28%, 18%, 12%, 5%, 0% (cotă variabilă în funcție de produs) | 15%                                                                        |
| Irlanda                          | 12,5% | 20% (primii 1.650 EUR pe an sunt deductibili) | 52% (40% impozit pe venit +12% contribuție asigurări sociale pentru venit de peste 70.000 EUR) | 23% (bunuri) 9–13,5% (servicii) 0% (anumite produse alimentare) | 33%                                                                        |
| Iran                             | 25% | 0% | 35% | 9% (cotă maximă) 0% (cotă redusă) |                                                                            |
| Irak                             | 15% | 3% | 15% | 0-300% |                                                                            |
| Islanda                          | 20% | 0% (impozit pe venit de până la 152.807 ISK) | 46% | 24% (cotă standard) 11% (cotă redusă) | 22%                                                                        |
| Israel                           | 23% | 0% (pentru venit lunar sub 6.330 ₪) | 50% | 17% (cotă standard) 0% (fructe și legume) | 25%                                                                        |
| Italia                           | 27,9% [24% (impozit pe profit) +3,9% (impozit municipal)] | 23% (primii 8.500 EUR pe an sunt deductibili) | 47% [43% (impozit pe venit) +4% (taxă specială)] | 22% (cotă standard) 10% (cotă redusă) 4% (alimente și cărți) | 26%                                                                        |
| Jamaica                          | 33,3% (cotă standard) 25% (cotă redusă pentru întrprinderi mici) | 0% | 25% (impozit pe venit de peste 1.500.000 J$) | 20% (servicii) 16,5% (bunuri) |                                                                            |
| Jersey                           | 0% | 0% | 20% | 5% |                                                                            |
| Iordania                         | 20% | 0% | 25% | 16% |                                                                            |
| Japonia                          | 29,74% | 15,105% [5,105% (impozit național) +10% (impozit local)] | 55% [45% (impozit național) +10% (impozit local)] | 10% (cotă standard) 8% (alimente, produse alimentare la pachet și abonamente la ziare) | 20,315%                                                                    |
| Kazahstan                        | 20% | 10% | 15% (non-rezidenți) 10% (rezidenți) | 13% |                                                                            |
| Kenya                            | 30 | 10% | 35% (pentru cetățeni străini) 30% (pentru cetățeni autohtoni) | 16% (cotă standard) 12% (electricitate și carburanți) 0% (alimente) |                                                                            |
| Kârgâzstan                       | 10% | 10% | 10% | 12% (cotă standard) 5% (cotă maximă) 1% (cotă minimă) |                                                                            |
| Cambodgia                        | 20% | 0% | 20% | 10% |                                                                            |
| Kiribati                         | 35% | N/A | N/A | N/A |                                                                            |
| Sfântul Cristofor și Nevis       | 33% | 0% | 0% | N/A |                                                                            |
| Coreea de Sud                    | 24,2% | 6% +1,8% | 42% +11,4% | 10% |                                                                            |
| Kuweit                           | 16% (cotă maximă) 15% (cotă standard) 7,5% (cotă minimă) [pentru regiunile aflate sub control saudit +1% (taxă Zakat)] | 0% | 0% | 0% |                                                                            |
| Laos                             | 35% | N/A | N/A | N/A |                                                                            |
| Liban                            | 17% | 2% | 25% | 11% |                                                                            |
| Liberia                          | 25% | N/A | N/A | N/A |                                                                            |
| Libia                            | 24,5% [20% (impozit pe profit) +4% (taxa "Jehad") +0,5% (impozit pe venitul corporativ pentru plata taxelor de timbru)] | N/A | N/A | N/A |                                                                            |
| Sfânta Lucia                     | 30% | N/A | N/A | N/A |                                                                            |
| Liechtenstein                    | 12,5% | 3% | 22,4% | 7,7% (cotă standard) 3,8% (servicii de cazare) 2,5% (cotă redusă) | 24% (bunuri imobiliare) 0% (vânzarea de acțiuni)                           |
| Sri Lanka                        | 30% (cotă maximă) 15% (cotă minimă) | 0% | 15% (impozit pentru venit anual de peste 2,5 milioane LKR) | 12% (cotă standard) 8% sau 0% (cotă redusă) |                                                                            |
| Lesotho                          | 25% | N/A | N/A | N/A |                                                                            |
| Lituania                         | 15% | 31,2% | 42,77% | 21% (cotă standard) 9% (publicații, servicii de cazare etc.) 5% (medicamente, ziare și reviste etc.) 0% (anumite bunuri si servicii)                                                                                           | 15%                                                                        |
| Luxemburg                        | 28,69% [17% (impozit pe venit) +1,19% (contribuție la fondul de șomaj) +6,0-10,5% (taxă municipală de comerț) | 8% | 45,78% [42% +3,78% (suprataxă pentru fondul de șomaj)] | 17% (cotă standard) 3% (cotă redusă) |                                                                            |
| Letonia                          | 0% [+20% (impozit pe dividende)] | 20% | 31,4% | 21% (cotă standard) 12% (produse medicale, transport public intern) 5% (fructe și legume proaspete, cărți, ziare) | 20%                                                                        |
| Macao                            | 12% | 0% | 12% | 0% |                                                                            |
| Madeira                          | 20% (impozit general) 13% (pentru întreprinderi mici și mijlocii până la un profit impozabil de 15.000 EUR) 5% (pentru companiile licențiate de Centrul Internațional de Afaceri din Madeira) | 0% (pentru venit lunar de până la 659 EUR) + contribuții asigurări sociale | 45,1% (pentru venit lunar de peste 25.275 EUR) + contribuții asigurări sociale | 22% (cotă standard) 12% (cotă intermediară) 5% (cotă redusă) |                                                                            |
| Saint-Martin                     | 20% 10% (pentru contribuabilii mici, cu venituri într-un anumit an fiscal care nu depășesc echivalentul a 40.000 EUR) | N/A | N/A | N/A |                                                                            |
| Maroc                            | 31% (cotă maximă) 10% (cotă minimă) | 0% | 38% | 20% (cotă standard) 14%, 10%, 7% (cotă redusă) |                                                                            |
| Monaco                           | 25% (pentru companiile care generează mai mult de 25% din cifra de afaceri în afara Monaco) 0% | 0% | 0% | 19,6% (cotă maximă) 5,5% (cotă minimă) |                                                                            |
| Republica Moldova                | 12% 7% (pentru fermieri) 6% (pentru rezidenții Zonelor Economice Libere) 3% (pentru rezidenții Portului Internațional Giurgiulești) | 12% [+6% (impozit pe dividende)] | 12% | 20% (TVA standard) 8% (HoReCa, gaze naturale, produse farmaceutice și agroalimentare) 0% (transport internațional) |                                                                            |
| Madagascar                       | 20% | N/A | N/A | N/A |                                                                            |
| Maldive                          | 15% (cotă maximă) 8% (cotă minimă) | 0% | 15% (pentru cetățeni autohtoni) 0% (pentru cetățeni străini) | 6% |                                                                            |
| Mexic                            | 30% | 1,92% | 35% + reducerea deducerilor | 16% |                                                                            |
| Insulele Marshall                | 3% (cotă maximă) 0,8% (cotă minimă) | 0% | 12% | 4% (cotă maximă) 2% (cotă minimă) |                                                                            |
| Macedonia de Nord                | 10% | 10% | 18% | 18% (cotă standard) 5% (cotă redusă) |                                                                            |
| Mali                             | 30% | N/A | N/A | N/A |                                                                            |
| Malta                            | 35% 30% (cotă redusă) | 0% | 35% | 18% 7% sau 5% (pentru anumite bunuri și servicii) |                                                                            |
| Myanmar                          | 22% | N/A | N/A | N/A |                                                                            |
| Muntenegru                       | 9% | 9% (pentru primii 720 EUR) | 12,65% [11% (impozit național) +15% (suprataxă municipală la impozitul pe venit)] 15% (pentru antreprenori pe venitul lor la nivel mondial) | 21% 7% (bunuri esențiale - alimente de bază, apă, produse farmaceutice, cărți, servicii turistice etc.) 0% (servicii poștale, educație, servicii de securitate socială, asistență medicală, asigurări etc.)                    |                                                                            |
| Mongolia                         | 10% | 10% | 10% | 10% |                                                                            |
| Mozambic                         | 32% | N/A | N/A | N/A |                                                                            |
| Mauritania                       | 25% | N/A | N/A | N/A |                                                                            |
| Montserrat                       | 20% | N/A | N/A | N/A |                                                                            |
| Mauritius                        | 15% | 10% | 15% | 15% |                                                                            |
| Malawi                           | 30% | N/A | N/A | N/A |                                                                            |
| Malaysia                         | 24% (cotă maximă) 18% (cotă minimă) | 0% | 30% [+11% pentru Fondul de asigurare pentru angajați (EPF) +0,5% pentru Legea privind securitatea socială a angajaților din 1969 (SOCSO)] | 10% (cotă standard pentru bunuri) 7% (servicii) 5% (cotă redusă pentru bunuri) |                                                                            |
| Namibia                          | 32% | 0% | 37% | 15% |                                                                            |
| Noua Caledonie                   | 30% | 0% | 40% 25% (impozit pe venitul local al nerezidenților) | N/A |                                                                            |
| Niger                            | 30% | N/A | N/A | 7% |                                                                            |
| Insula Norfolk                   | 0% | N/A | N/A | N/A |                                                                            |
| Nigeria                          | 30% | 7% | 24% | 7,5% |                                                                            |
| Nicaragua                        | 30% | N/A | N/A | N/A |                                                                            |
| Niue                             | 0% | N/A | N/A | 12,5% |                                                                            |
| Țările de Jos                    | 25% (impozit pe profit peste 245.001 EUR) 15% (impozit pe profit de până la 245.000 EUR) | 0% (primii 8.700 EUR pe an sunt scutiți de taxe) | 49,50% | 21% (cotă standard) 9% (bunuri esențiale și selectate) | 25%                                                                        |
| Norvegia                         | 23% | 0% (impozit pe venit anual sub 70.000 NOK) | 46,4% [22% +8,2% (contribuții asigurări sociale) +1,8%-16,2% (impozit progresiv) - deduceri) | 25% (cotă standard) 15% (alimente și băuturi în magazine) 10% (transport, cinema și servicii hoteliere) | 22%                                                                        |
| Nepal                            | 30% (cotă maximă pentru companiile financiare) 25% (cotă standard) 20% (cotă redusă pentru companiile producătoare) [+5% (impozit pe dividende) +10% (bonus obligatoriu pentru angajați)] | 0% +1% (contribuții asigurări sociale) | 36% [inclusiv 20% (taxă suplimentară)] | 288% (vehicule importate) 13% (cotă standard) |                                                                            |
| Nauru                            | 25% | N/A | N/A | N/A |                                                                            |
| Noua Zeelandă                    | 28% | 10,5% | 39% | 15% |                                                                            |
| Oman                             | 15% | 0% | 0% | 5% |                                                                            |
| Pakistan                         | 29% 0% (pentru anumite companii start-up cu bază tehnologică și alte restricții financiare) | 0% (impozit pe venit anual sub 600.000 PKR) | 35% | 17% (cotă standard) [+3% (pentru nerezidenți)] 0% (produse alimentare de bază) |                                                                            |
| Panama                           | 25% | 0% | 27% | 15% (produse din tutun) 10% (alcool și servicii hoteliere) 7% (cotă standard) 5% (bunuri esențiale) |                                                                            |
| Peru                             | 30% | 0% | 30% | 16% (cotă standard) [+2% (taxă municipală de promovare) +0–118% (impuesto selectivo al consumo: băuturi alcoolice, țigări etc.)]                                                                                               |                                                                            |
| Philippines                      | 30% | 0% | 35% | 12% (cotă standard) 0% (cotă redusă) |                                                                            |
| Insulele Pitcairn                | 0% | 0% | 0% | 0% |                                                                            |
| Palau                            | 0% | N/A | N/A | N/A |                                                                            |
| Papua Noua Guinee                | 30% | N/A | N/A | N/A |                                                                            |
| Polonia                          | 19% 9% (pentru contribuabili mici cu venituri într-un anumit an fiscal care nu depășesc echivalentul a 1,2 milioane EUR) | 9% (pentru venit anual sub 30.000 złotych) [0% (impozit pe venit) +9% (contribuție asigurări de sănătate)] | 45% sau 41% [32% (impozit pe venit) +9% (contribuție asigurări de sănătate) +4% (taxă de solidaritate pentru venit anual de peste 1.000.000 złotych)] Liber profesioniști 27,9% sau 23,9% (nedeductibil pentru primii 30.000 złotych) [19% (impozit unic pe venit) +4,9% (contribuție asigurări de sănătate) +4% (taxă de solidaritate pentru venit de peste 1 milion złotych)]                                                           | 23% (cotă standard) 8% sau 5% (cotă redusă) | 19%                                                                        |
| Puerto Rico                      | 20% | 0% (16% impozit propus) | 33,34% | 11,5% |                                                                            |
| Coreea de Nord                   | 25% | 0% | 20% | 4% (cotă maximă) 2% (cotă minimă) |                                                                            |
| Portugalia                       | 21% (partea continentală) | 14,5% | 64% [48% (impozit pe venit) +5% (taxă de solidaritate) +11% (contribuții asigurări sociale)] | 23% (cotă standard) 13% (cotă intermediară) 6% (cotă redusă) | 28%                                                                        |
| Paraguay                         | 10% | 8% | 10% | 10% |                                                                            |
| Palestina                        | 15% | 5% | 15% | 14,5% |                                                                            |
| Polinezia Franceză               | 25% | N/A | N/A | N/A |                                                                            |
| Qatar                            | 10% | 0% | 0% | 0% |                                                                            |
| România                          | 16% 3% (impozit pe cifra de afaceri pentru microîntreprinderile fără angajați) 1% (impozit pe cifra de afaceri pentru microîntreprinderile cu cel puțin un angajat) | 35% [25% (contribuție asigurări sociale CAS) +10% (contribuție asigurări de sănătate CASS)] 0% (impozit pe venit pentru lucrători IT, persoane cu dizabilități)                                                                                               | 45% [25% (contribuție asigurări sociale CAS) +10% (contribuție asigurări de sănătate CASS) +10% (impozit pe venit după plata CAS și CASS)] Persoane fizice autorizate (PFA): 45% [25% CAS (pentru venit anual mai mare de 12 salarii minime) +10% CASS (sumă impozabilă plafonată la 12 salarii minime pe an, de ex. se plătesc maxim 2280 lei contribuție CASS în 2018 pentru un venit anual de peste 22800 lei) +10% (impozit pe venit) | 19% (cotă standard) 9% (alimente, medicamente, cărți, ziare și servicii hoteliere) 5% (cotă redusă) | 10%                                                                        |
| Rusia                            | 20% | 13% | 35% (pentru nerezidenți) 15% (impozit pe venit anual mai mare de 5 milioane ruble) | 20% (cotă standard) 10% (cărți, anumite produse alimentare și bunuri pentru copii) 0% (locuință) |                                                                            |
| Rwanda                           | 30% | 0% | 30% | 18% |                                                                            |
| Sark                             | 0% | 0% | 0% | 0% |                                                                            |
| Arabia Saudită                   | 15% (pentru acțiuni deținute de nerezidenți) 2-15% (impozit la rata Zakat pentru acțiuni deținute de rezidenți) 2% (pentru companii deținute în totalitate de rezidenți) | 0% | 0% | 15% |                                                                            |
| Sudan                            | 15% 5% (pentru anumite companii) | | | |                                                                            |
| Senegal                          | 25% | 0% | 50% | 20% |                                                                            |
| Singapore                        | 17% | 0% | 22% [+20% (contribuție la fondul de pensii)] | 8% |                                                                            |
| Insulele Solomon                 | 30% | N/A | N/A | N/A |                                                                            |
| Sierra Leone                     | 25% | N/A | N/A | N/A |                                                                            |
| El Salvador                      | 30% | 0% | 30% | 13% |                                                                            |
| San Marino                       | 17% | 9% | 35% | 17% (bunuri importate) 0% (cotă standard) |                                                                            |
| Somalia                          | 0% (nu există un sistem fiscal) | 0% | 0% | 0% |                                                                            |
| Saint Pierre și Miquelon         | 33,3% 15% (pentru contribuabili mici cu venituri într-un anumit an fiscal care nu depășesc echivalentul a 600.000 EUR) | N/A | N/A | N/A |                                                                            |
| Serbia                           | 15% [+10% (impozit pe dividende)] | 10% | 25% (contribuții suplimentare pentru fondurile de stat pentru sănătate, pensii și șomaj) | 20% (cotă standard) 10% sau 0% (cotă redusă) | 15%                                                                        |
| Sudanul de Sud                   | 30% | N/A | N/A | N/A |                                                                            |
| São Tomé și Príncipe             | 25% | N/A | N/A | N/A |                                                                            |
| Surinam                          | 36% | 8% (primii 2.646 SRD pe an sunt deductibili) | 38% | N/A |                                                                            |
| Slovacia                         | 21% (impozit pe profit de peste 100.000 EUR) 15% (impozit pe profit sub 100.000 EUR) | 21% | 25% | 20% (cotă standard) 10% (cărți și medicamente) | 25%                                                                        |
| Slovenia                         | 19% | 16% | 50% | 22% (cotă standard) 9,5% (alimente, construcții și renovări, transport, bilete, media) 5% (cărți, ziare) | 27,5%                                                                      |
| Suedia                           | 20,6% | 32% (primii 1.930 USD pe an sunt deductibili) | 52% (32% impozit municipal pe venit mediu +20% impozit pe venit) | 25% (cotă standard) 12% sau 6% (cotă redusă) | 30%                                                                        |
| Eswatini (Swaziland)             | 27,5% | 33% | 33% | 15% |                                                                            |
| Sint Maarten                     | 34,5% | 12,50% | 47,50% | 5% |                                                                            |
| Seychelles                       | 33% | 15% | 15% | 15% |                                                                            |
| Siria                            | 22% | 5% | 15% | N/A |                                                                            |
| Insulele Turks și Caicos         | 0% | N/A | N/A | N/A |                                                                            |
| Ciad                             | 20% | N/A | N/A | N/A |                                                                            |
| Togo                             | 27% | N/A | N/A | N/A |                                                                            |
| Thailanda                        | 20% | 0% | 35% | 7% |                                                                            |
| Tadjikistan                      | 25% (pentru nerezidenți) 13% | 5% | 25% (pentru nerezidenți) 13% | 18% |                                                                            |
| Tokelau                          | 0% | N/A | N/A | N/A |                                                                            |
| Turkmenistan                     | 8% | N/A | N/A | N/A |                                                                            |
| Timorul de Est                   | 10% | N/A | N/A | N/A |                                                                            |
| Tonga                            | 25% | N/A | N/A | N/A |                                                                            |
| Trinidad și Tobago               | 30% | 0% | 30% | 12,5% |                                                                            |
| Tunisia                          | 30% | 0% | 35% | 18% (cotă standard) 12% sau 6% (cotă redusă) |                                                                            |
| Turcia                           | 25% | 15% | 40% | 20% (cotă standard) 10% (îmbrăcăminte) 1% (anumite produse alimentare) |                                                                            |
| Tuvalu                           | 30% | N/A | N/A | N/A |                                                                            |
| Taiwan                           | 20% | 5% | 40% | 5% |                                                                            |
| Tanzania                         | 30% | 15% | 30% | 18% |                                                                            |
| Uganda                           | 30% | N/A | N/A | 18% |                                                                            |
| Ucraina                          | 18% | 0% | 20% (pentru unele activități) 18% (cotă standard) [+22% (contribuție asigurări sociale)] | 20% (cotă standard) 7% sau 0% (cotă redusă) 2% (impozit nerambursabil pe cifra de afaceri în perioada aplicării legii marțiale)                                                                                                |                                                                            |
| Uruguay                          | 25% | 0% | 30% | 22% (cotă standard) 11% (cotă minimă) 0% (în anumite situații) |                                                                            |
| Statele Unite                    | 21% (impozit federal) până la 21% (cu credit de taxe plătite către alte țări) | 10% [10% (impozit federal) +0–3,07% (impozit statal) +0–3,8398% (impozit local)] (deducere federală standard de 12.550 USD pentru contribuabili unici) | 51,6% în Portland, Oregon [37% (impozit federal) +9,9% (impozit statal) +4,7% (impozit municipal)] | 11,5% (cea mai mare cotă statală și locală de impozit pe cifra de afaceri) 0% (cotă minimă) | 20%                                                                        |
| Uzbekistan                       | 20% (bănci și operatori de comunicații mobile) 12% (cotă standard) | 12% | 12% | 15% (cotă maximă) 0% (cotă minimă) |                                                                            |
| Sfântul Vicențiu și Grenadine    | 30% | N/A | N/A | N/A |                                                                            |
| Venezuela                        | 34% | 0% | 34% | 16% (cotă standard) 8% (cotă redusă) |                                                                            |
| Insulele Virgine Britanice       | 0% | 0% | 0% | N/A |                                                                            |
| Insulele Virgine Americane       | 21–38,50 | | | |                                                                            |
| Vietnam                          | 20% | 5% | 35% | 10% |                                                                            |
| Vanuatu                          | 0% | 0% | 0% | 0% |                                                                            |
| Wallis și Futuna                 | 0% | 0% | 0% | 0% |                                                                            |
| Samoa                            | 27% | N/A | N/A | N/A |                                                                            |
| Kosovo                           | 10% (cotă maximă) 0% (cotă minimă) | 0% | 10% | 18% (cotă standard) 8% (bunuri esențiale) |                                                                            |
| Yemen                            | 20% | 10% | 15% | 2% |                                                                            |
| Africa de Sud                    | 28% | 0% | 45% | 15% | 18%                                                                        |
| Zambia                           | 30% | 10% | 30% | 16% |                                                                            |
| Zimbabwe                         | 25% | 0% | 45% | 15% (cotă standard) 0% (pentru anumite articole) |                                                                            |